# Coelocaulis hyale
Coelocaulis hyale is een mosdiertjessoort uit de familie van de Fistuliporidae. De wetenschappelijke naam van de soort is voor het eerst geldig gepubliceerd in 1874 door Hall.